# Liste der Baudenkmale in Leezen (Mecklenburg)
In der Liste der Baudenkmale in Leezen sind alle Baudenkmale der Gemeinde Leezen (Landkreis Ludwigslust-Parchim) und ihrer Ortsteile aufgelistet (Stand: Januar 2021).

## Görslow
| ID | Lage                       | Bezeichnung                                   | Beschreibung | Bild   |
| -- | -------------------------- | --------------------------------------------- | --- | ------ |
|    | Siedlung, Friedhof (Karte) | Glocke von 1457, Mauer und Grabstein von 1835 | |        |
|    | Resthof (Karte)            | Kirche                                        | kleiner spätklassizistischer Rechteckbau, im Westen vorgesetzter zweigeschossiger Turm mit niedrigen Zeltdach, 1842 begonnen und 1846 vollendet. Das Innere schlicht, nur Kanzelaltar verdient Beachtung. | Kirche |
|    | Resthof 9 (Karte)          | Gedenktafel „Josef Molka“                     | |        |

## Leezen
| ID | Lage                   | Bezeichnung       | Beschreibung | Bild           |
| -- | ---------------------- | ----------------- | --- | -------------- |
|    | Schlossstr. 10 (Karte) | Gutshaus und Park | Neugotisches, 2-gesch., 11-achs. Putzbau von 1850 mit Mittelrisalit und vier Ecktürmchen nach Plänen vom Landesbaumeister Jatzow; Gut u. a. der Familien von Halberstadt, von Laffert (bis 1791), von Bülow (ab 1791), Carl Detlef Evers (im 19. Jh.) und Diestel. | Weitere Bilder |

## Rampe
| ID | Lage              | Bezeichnung | Beschreibung | Bild |
| -- | ----------------- | ----------- | ------------ | ---- |
|    | Paulsdamm (B 104) | Meilenstein |              |      |

## Zittow
| ID | Lage                  | Bezeichnung                              | Beschreibung | Bild           |
| -- | --------------------- | ---------------------------------------- | --- | -------------- |
|    | Cambser Weg 2 (Karte) | Katen                                    | |                |
|    | Dorfstraße (Karte)    | Kriegerdenkmal 1914/18                   | |                |
|    | Friedhof              | Grabkapelle                              | |                |
|    | Friedhof              | Grabmal Legationsrat Neumann mit Obelisk | |                |
|    | Friedhof              | Grabmal Köhn 1820                        | |                |
|    | Friedhof (Karte)      | Grabkapelle                              | |                |
|    | (Karte)               | Kirche mit Friedhof                      | Frühgotische, einschiffige, Dorfkirche aus Feldstein; 1-jochiger Chor von um 1230–1235, 2-jochiges Langhaus von der Mitte des 13. Jahrhunderts; hölzerner freistehender Turm um 1675 stark beschädigt; Umbauten von 1450 bis 1460; 3-gesch., neuer quadr. Westturm aus Backstein mit Zeltdach von 1699; Portal von 1698; Innen: mittelalterliche Ausmalungen, Kreuzgratgewölbe ersetzten ab um 1699 die Flachdecke des Langhauses, Messing-Taufschale von 1659, Kanzel und Patronatsgestühl von 1669, Orgel von 1829, Altar von 1832 | Weitere Bilder |
|    | Seeweg 3 (Karte)      | Wohnhaus                                 | |                |

## Ehemalige Denkmale

### Zittow
| ID | Lage     | Bezeichnung | Beschreibung | Bild |
| -- | -------- | ----------- | ------------ | ---- |
|    | Seeweg 2 | Wohnhaus    |              |      |